# Echinoclathria contexta
Echinoclathria contexta är en svampdjursart som beskrevs av Sarà 1978. Echinoclathria contexta ingår i släktet Echinoclathria och familjen Microcionidae.
Artens utbredningsområde är havet utanför Chile. Inga underarter finns listade i Catalogue of Life.